# Macroeuphractus
Macroeuphractus és un gènere extint de mamífers cingulats de la família dels clamifòrids o, segons altres classificacions, dels dasipòdids que visqueren a Sud-amèrica des de l'Eocè inferior fins al Pliocè. Se n'han trobat restes fòssils al sud de l'Argentina i Bolívia. Presentaven notables adaptacions per al carnivorisme, com ara dents afilades i músculs mastegadors forts, tot i que probablement també consumia matèria vegetal. L'espècie M. outesi era l'armadillo més gros de tots els temps, amb una llargada de cap a gropa estimada de 125-200 cm i un pes de 90-100 kg. El nom genèric Macroeuphractus significa ‘Euphractus gros'.